# Mouvement des Nigériens pour la justice
Le Mouvement des Nigériens pour la justice (MNJ) est un mouvement rebelle touareg au Niger fondé en 2007 dans la région de l'Aïr.
Son président est Aghali Alambo, ancien membre du Front de libération de l'Aïr et de l'Azawagh (FLAA) pendant la rébellion touarègue de 1990, et son vice-président, Acharif Mohamed Mokhtar, ancien capitaine des Forces armées nigériennes, qui a déserté en mai 2007.
Le mouvement affirme également combattre pour la démocratie et être un mouvement national et pas seulement touareg.

## Histoire
De février à septembre 2007, les combats avec l'armée nigérienne ont fait une quarantaine de morts parmi les militaires loyalistes et plusieurs centaines dans le rang des insurgés. Le mouvement réclame, entre autres, une meilleure répartition des revenus des richesses naturelles, issues des régions du nord, dont l'uranium et le pétrole et la fin de la surexploitation de ses ressources.
Dimanche 22 juin 2008, des militants armés du mouvement ont enlevé quatre français, salariés de AREVA. Ils les ont libérés le mercredi suivant.
Depuis la vaste offensive menée par l'armée nigérienne, le mouvement rebelle s'est retrouvé décapité et coincé au point de faire le premier pas vers des négociations de paix, sous l'égide du Guide libyen Mouammar Khadafi.
Le 2 septembre 2009, l’état-major et la direction politique du mouvement désavouent et limogent son président et leader Aghali Alambo « en raison d'actes d'une extrême gravité » non précisés dans le communiqué.
À la fin du mois d'octobre 2011, Aghali Alambo facilite l'exfiltration de Saïf al-Islam Kadhafi vers le Niger un mois après avoir aidé celle d'un autre fils de Mouammar Kadhafi, Saadi.